# Ауэр, Штефан
Штефан Ауэр (нем. Stephan Auer; род. 11 января 1991 года, Вена, Австрия) — австрийский футболист, защитник клуба «Фёрст».

## Клубная карьера

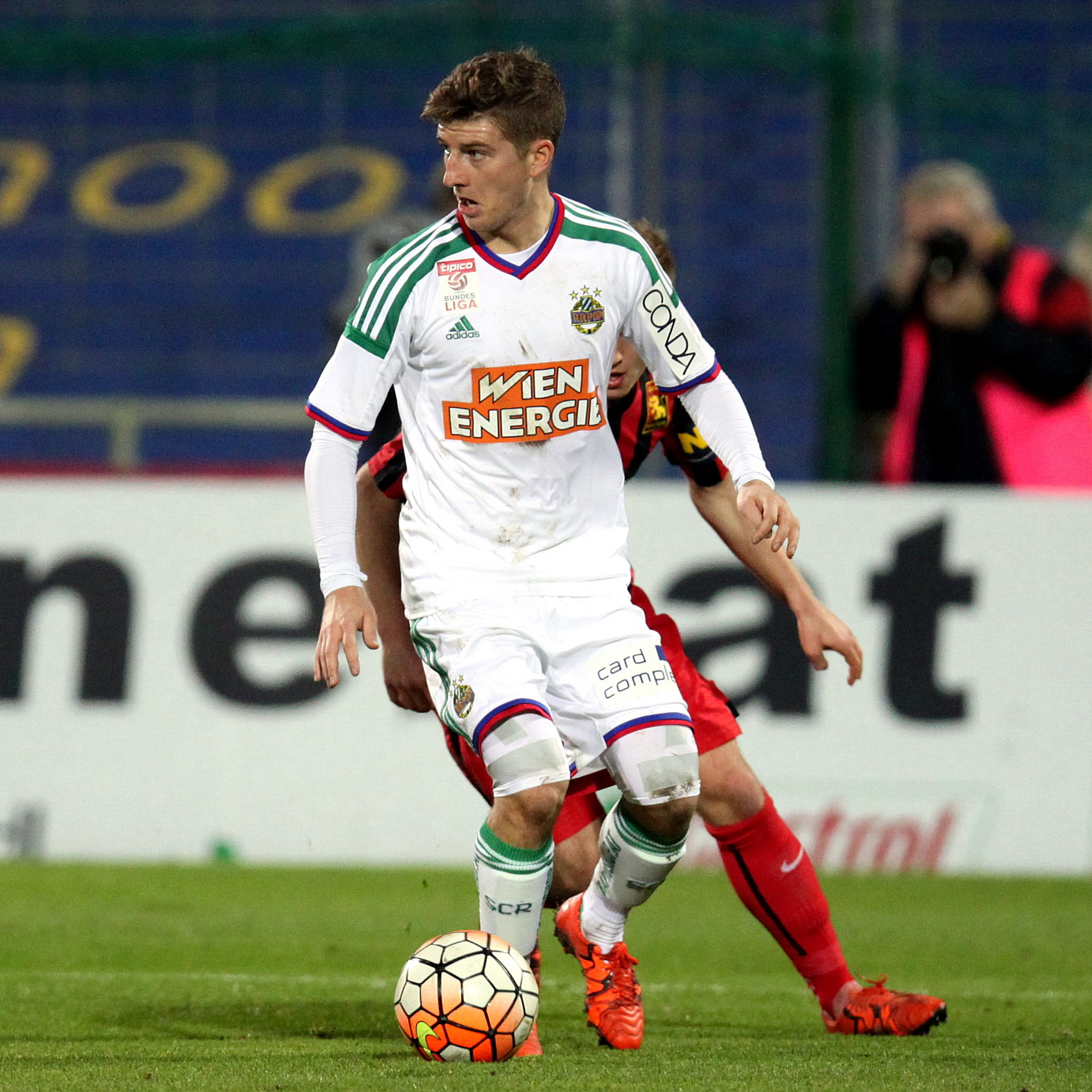
Ауэр в составе «Рапида»

Ауэр — воспитанник клуба «Адмира Ваккер Мёдлинг». 27 ноября в матче против «Штурма» он дебютировал в австрийской Бундеслиге. 18 февраля 2012 года в поединке против «Ваккера» Штефан забил свой первый гол за «Адмиру Ваккер Мёдлинг». Летом 2015 года его контракт с клубом истёк и Ауэр на правах свободного агента подписал соглашение со столичным «Рапидом». 25 июля в матче против «Рида» он дебютировал за новую команду. 22 июля 2017 года в поединке против «Маттерсбурга» Штефан забил свой первый гол за «Рапид».